# Sierra Norte de Sevilla (vino)
Sierra Norte de Sevilla es una indicación geográfica utilizada para designar los vinos originarios de la zona vitícola de la Sierra Norte de Sevilla, que abarca los términos municipales de Cazalla de la Sierra, Constantina, Guadalcanal y Alanís, en la provincia de Sevilla, Andalucía, España.
Esta indicación geográfica fue reglamentada en 2004.

## Variedades de uva
Son vinos elaborados con las variedades blancas: Chardonnay, Pedro Ximénez, Palomino, Moscatel de Alejandría, Colombard, Sauvignon Blanc y Viognier y las tintas: Garnacha tinta, Tempranillo, Cabernet Sauvignon, Cabernet Franc, Merlot, Pinot Noir, Petit Verdot, Syrah y Tintilla de Rota.

## Tipos de vino
- Blancos
- Rosados
- Tintos